# Syritta
Syritta is een vliegengeslacht uit de familie van de zweefvliegen (Syrphidae).

## Soorten
- Syritta flaviventris Macquart, 1842
- Syritta pipiens (Linnaeus, 1758) - menuetzweefvlieg
- Syritta vittata Portschinsky, 1857